# زمین‌های بایر
زمین‌های بایر (به انگلیسی: The Barren Grounds) نوشته دیوید رابرتسون، یک کتاب داستان برای نوجوانان است که در سال ۲۰۲۰ منتشر شد. داستان روایتگر زندگی دو کودک بومی کانادایی به نام‌های مورگان و الی است که به اجبار، از خانواده‌شان جدا شده‌اند و اکنون همراه خانواده‌ای دیگر در وینیپگ زندگی کنند. مورگان و الی این وضعیت را دوست ندارند و نمی‌توانند با غم جدایی از خانواده کنار بیایند. اما یک روز، این دو نفر به صورت اتفاقی متوجه دروازه‌ای عجیب در اتاق متروکه زیرشیروانی خانه می‌شوند. این دروازه، ورودی سرزمینی سرد و بایر است که در آنجا با خرسی به نام اوچک که به دنبال نجات قبیله‌اش است آشنا شده و سفری پرخطر را آغاز می‌کنند. 